# Lusotitan
A Lusotitan a hüllők (Reptilia) osztályának dinoszauruszok csoportjába, ezen belül a hüllőmedencéjűek (Saurischia) rendjébe, a Sauropodomorpha alrendjébe, a Sauropoda alrendágába és a Brachiosauridae családjába tartozó növényevő nem.

## Előfordulása
A Lusotitan a mai Portugália területén élt, a késő jura korban, körülbelül 150-145 millió évvel ezelőtt.

## Megjelenése
Feltételezések szerint, ez a dinoszaurusz körülbelül 25 méter hosszú volt. Mivel alkarjai, nagyon hosszúak, a Brachiosauridae-fajokra jellemzőek, Mateus emiatt helyezte ebbe a családba az állatot.

## Felfedezése és neve
1947-ben, Manuel de Matos miközben fosszíliák gyűjtött a Geological Survey of Portugalnak, a portugáliai Lourinhã Formationban rábukkant a tithon korszakbeli Lusotitan maradványaira. 1957-ben, Albert-Félix de Lapparent és Georges Zbyszewski egy új Brachiosaurus fajként írták le a maradványokat; az új faj a Brachiosaurus atalaiensis nevet kapta. A faj név, Atalaia, a lelőhelyet képezi. 2003-ban, Octávio Mateus és Miguel Telles Antunes áthelyezték az állatot, egy újonnan megalkotott nembe, a Lusotitanba. Így lett a Lusotitan atalaiensis a nem típusfaja és egyben az egyetlen faja is. A Lusotitan összetett szó: a latin „Luso” (Lusitania) + a görög Titán (a görög mitológia óriás istene).
A Lusotitan maradványa egy részleges, koponya nélküli csontvázból és néhány különálló csigolyából tevődik össze. De Lapparent nem jelölt ki egy holotípust sem. 2003-ban Mateus a csontvázat választotta lektotípusnak. A csontok tároló számaik a következők: MIGM 4798, 4801-10, 4938, 4944, 4950, 4952, 4958, 4964-6, 4981-2, 4985, 8807 és 8793-5. Az előbbi számok, 28 csigolyát és végtag csontot foglalnak magukba.

## Fordítás
Ez a szócikk részben vagy egészben  a   Lusotitan című angol Wikipédia-szócikk ezen változatának fordításán alapul.  Az eredeti cikk szerkesztőit annak laptörténete sorolja fel. Ez a jelzés csupán a megfogalmazás eredetét és a szerzői jogokat jelzi, nem szolgál a cikkben szereplő információk forrásmegjelöléseként.